# Eulemur rufifrons
Espèce
Statut de conservation UICN

VU : Vulnérable
Eulemur rufifrons est une espèce de primates lémuriformes de la famille des Lémuridés. Le statut de conservation de l'espèce est Vulnérable (VU) sa mise à jour par l'UICN en 2020.